# Hradešice
Hradešice är en ort i Tjeckien.   Den ligger i regionen Plzeň, i den västra delen av landet, 100 km sydväst om huvudstaden Prag. Hradešice ligger 484 meter över havet och antalet invånare är 418.
Terrängen runt Hradešice är huvudsakligen platt, men västerut är den kuperad. Runt Hradešice är det ganska glesbefolkat, med 23 invånare per kvadratkilometer. Närmaste större samhälle är Horažďovice, 7,6 km öster om Hradešice. Omgivningarna runt Hradešice är en mosaik av jordbruksmark och naturlig växtlighet.

## Galleri

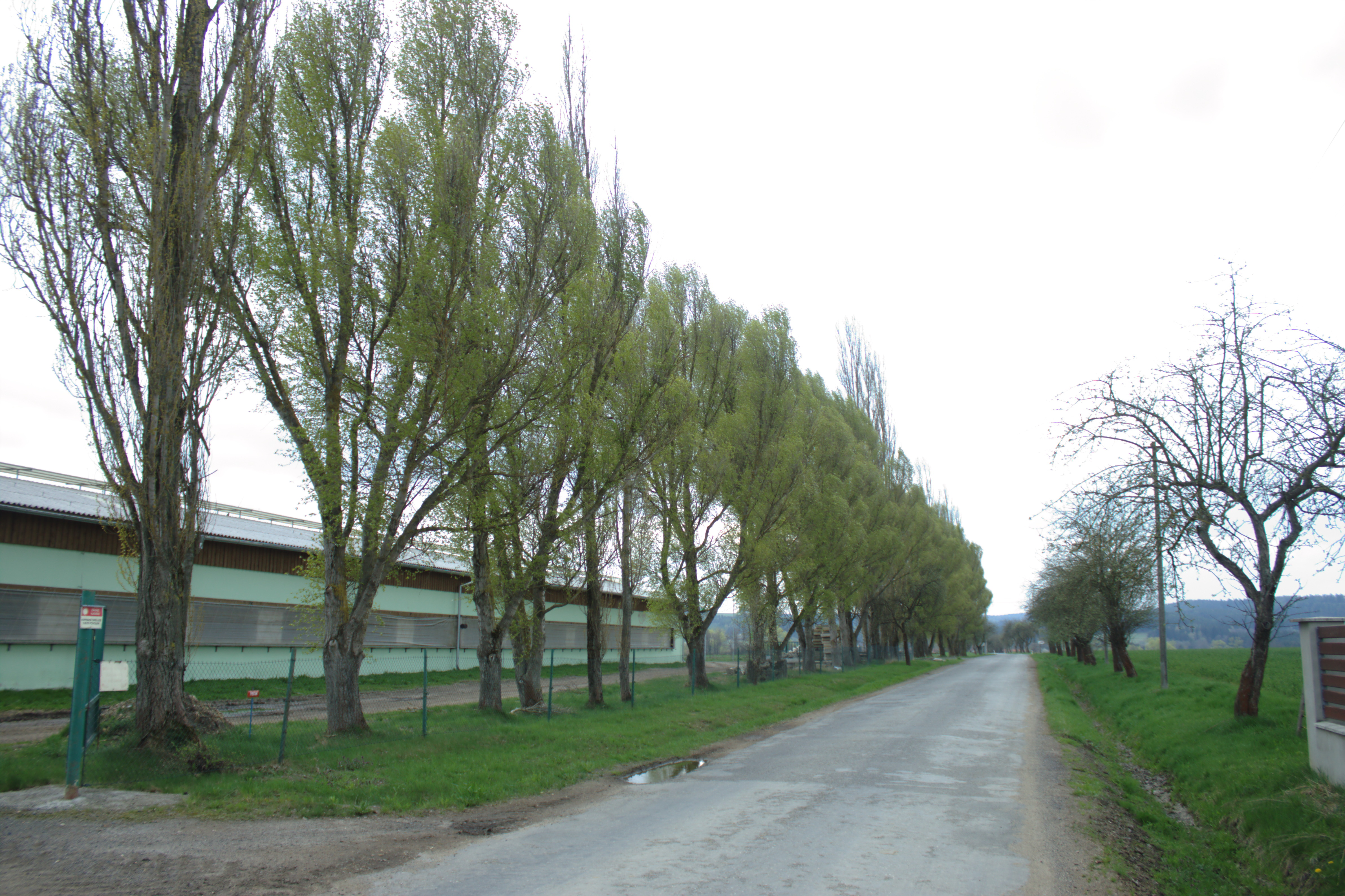
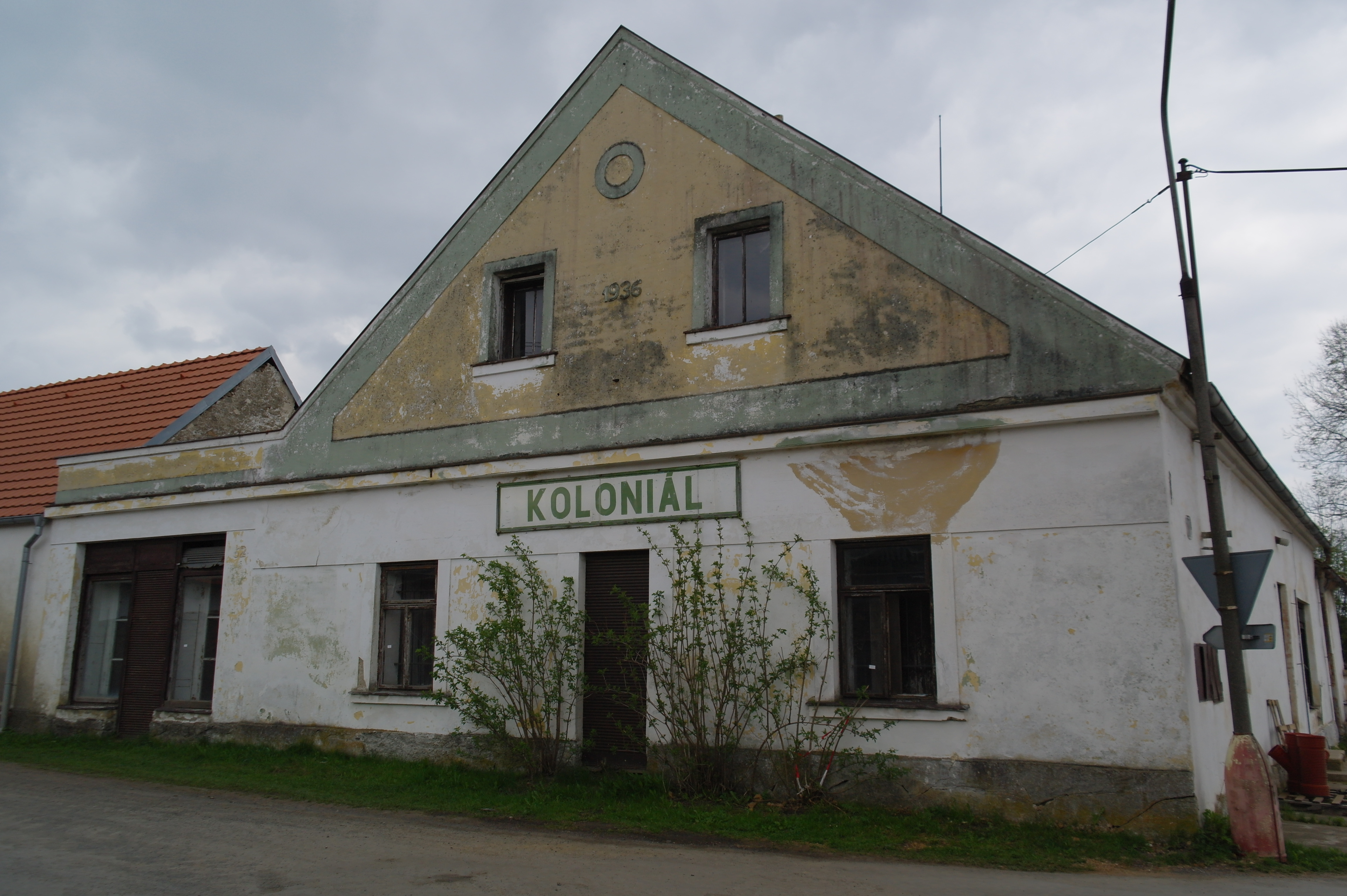
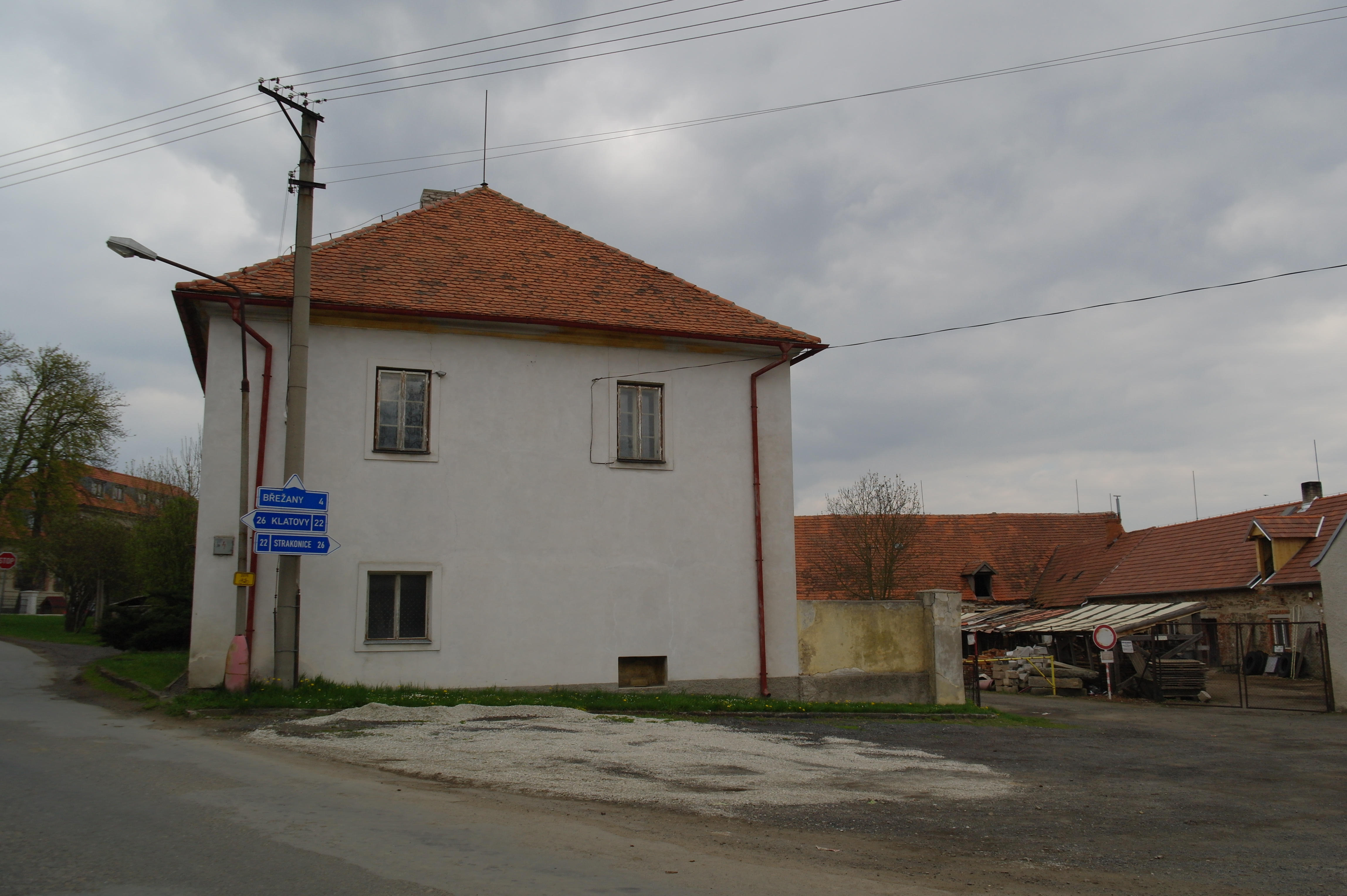